# Zhdanov (ort i Armenien)
Zhdanov är en ort i Armenien.   Den ligger i provinsen Armavir, i den västra delen av landet, 40 kilometer väster om huvudstaden Jerevan. Zhdanov ligger 874 meter över havet och antalet invånare är 1 512.
Terrängen runt Zhdanov är huvudsakligen platt, men åt nordost är den kuperad. Terrängen runt Zhdanov sluttar söderut. Runt Zhdanov är det ganska tätbefolkat, med 248 invånare per kvadratkilometer.. Närmaste större samhälle är Etjmiadzin, 17,2 kilometer öster om Zhdanov. 
Trakten runt Zhdanov består i huvudsak av gräsmarker.